# Torneio de Verão da Cidade do Recife
O Torneio de Verão da cidade do Recife ocorrida em 1997, foi idealizado pelo presidente da FPF, Carlos Alberto Oliveira e pelo prefeito da cidade do Recife na época, Roberto Magalhães.
Teve a participação de times do estado de Pernambuco, Ceará, Rio Grande do Norte e Paraíba e teve apenas uma edição e foi uma competição municipal com participação de times de outros estados do norte nordeste.
O torneio foi disputado em duas fases: A primeira, chamada de "Troféu Rio Cabibaribe", foi disputada em um quadrangular entre Santa Cruz, Sport, Abc e Fortaleza, com todos os jogos realizados na Ilha do Retiro. Já na segunda fase, chamada de "Taça Pontes do Recife", os jogos foram disputados no Arruda, novamente na forma de um quadrangular pelas equipes do Santa Cruz FC, Sport Recife, Botafogo-PB e Ceará SC.
Enquanto o Santa Cruz recebia o troféu "Roberto Magalhães", referente ao título do torneio, a equipe do Ceará recebia o troféu "Taça Pontes do Recife", referente a sua conquista da 2ª fase, que não foi entregue no dia da conquista.

## Regulamento
O torneio foi organizado no sistema de pontos corridos, com todas as equipes se enfrentando, e sendo campeão o maior pontuador da competição.

## Fase de jogos do Torneio de Verão
- 24/11/97 - Santa Cruz 1-0 ABC
- Sport 1-1 Fortaleza
- 27/11/97 - Sport 1-1 ABC
- Santa Cruz 5-0 Fortaleza
- 30/11/97 - ABC 2-1 Fortaleza
- Sport 2-1 Santa Cruz

O Santa Cruz perdeu o jogo mas já havia conquistado por antecipação a 1ª fase da competição, ao vencer o Fortaleza na rodada anterior por 5x0, erguendo ao final da partida o troféu "Rio Capibaribe" e mais uma vez festejando e dando a volta olímpica na Ilha do Retiro.

## Classificação
| 1 | Santa Cruz | 03 | 02 | 00 | 01 | 06 |
| 2 | Sport      | 03 | 01 | 02 | 00 | 05 |
| 3 | ABC        | 03 | 01 | 01 | 01 | 04 |
| 4 | Fortaleza  | 03 | 00 | 01 | 02 | 01 |

| Campeão do Torneio de Verão de 1997 |
| ----------------------------------- |
| SANTA CRUZ 1º título                |

## Complemento da tabela do Torneio de Verão
- 2ª Fase (2/12/1997 - Santa Cruz 3x1 Botafogo/PB )
- 2ª Fase (5/12/1997 - Santa Cruz 1x2 Ceará)
- 2ª Fase (7/12/1997 - última rodada - Santa Cruz 2x2 Sport)
- Final (9/12/1997 - Santa Cruz 2x1 Ceará)